# Manto e Adaga
Manto (Tyrone "Ty" Johnson) e Adaga (Tandy Bowen) são uma dupla de super-heróis do Universo Marvel. A dupla foi criada por Bill Mantlo e Ed Hannigan e teve sua estreia em  the Spectacular Spider-Man #64 (Março de 1982). Manto é um super-herói negro enquanto Adaga é caucasiana, filha de uma ex-modelo.
Em abril de 2016, a Marvel Television anunciou que a dupla apareceria em sua própria série, com Aubrey Joseph como Johnson (Manto) e Olivia Holt como Bowen (Adaga), sendo lançada em 7 de junho de 2018 através da Freeform.

## Biografia ficcional do personagem

### Origem
Tyrone Johnson cresceu pobre nas favelas de South Boston. Por ser gago, não conseguiu avisar seu amigo do perigo e o viu morrer. Traumatizado, Ty vai para Nova Iorque.
Tandy Bowen era uma menina de dezesseis anos que cresceu em Shaker Heights, Ohio, um subúrbio de Cleveland, onde muitas pessoas ricas viviam. A mãe de Bowen, Melissa, era uma modelo famosa e egocêntrica que havia se tornado rica, não apenas por causa de sua própria carreira, mas também por receber a herança de seu marido anterior. O pai de Tandy havia partido para a Índia, em busca de um "renascimento espiritual". Posteriormente, Melissa se casou com Phillip Carlisle. Embora gentil, Tandy ainda estava magoada com a partida de seu pai e não aceitou Phillip. Sua mãe também a negligenciava.
Morando nas ruas, ele estava desesperado por comida e procurando alguém para roubar mas, quando vê Tandy Bowen, uma jovem que recém tinha fugido de casa, e a ajuda a não ser assaltada. Ela comprou-lhe comida e os dois passaram a confiar um ao outro.
Simon Marshall e seus homens marginais oferecem comida e abrigo a Tandy e Tyrone. Ingênua, Tandy aceita. Tyrone suspeitou que algumas coisas estavam erradas. Lá, eles foram golpeados e deixados inconscientes. Simon trabalhava para a Maggia e levou a dupla para a Ilha Ellis, onde injetaram neles uma droga que pretendiam usar como substituto para a heroína e precisavam de cobaias. Devido a fatores genéticos (e alguma interferencia mágica de Desespero), Tyrone e Tandy sobreviveram enquanto as outras cobaias humanas morreram com os efeitos da droga. Essas drogas geraram mutação em ambos.
Tandy e Tyronne escapam juntos com um chinês (que futuramente seria conhecido como Sr. Negativo). Não demorou e os poderes sobre-humanos começaram a se manifestar nos dois. Os homens de Marshall atacaram e foram consumidos pela fome dos novos poderes de Tyrone.

### Manto e Adaga
Os dois se tornaram Manto e Adaga, comprometendo-se a proteger outros jovens dos perigos que encontrarão.
Tandy descobriu que poderia manter Tyrone alimentado com a sua luz que seu corpo passou a produzir. Tornando Ty dependente de Tandy, ele precisa das adagas luminosas de Tandy, pois sempre tem fome de luz.
Manto já foi dado como morto, mas Adaga conseguiu reconstituí-lo, usando seus poderes.
Ele, Adaga e Homem-Aranha investigam um elixir que diziam curar as pessoas da dependencia química de drogas, de fato isso acontecia mas era apenas um efeito colateral, na verdade o líquido transformava as pessoas em homem-répteis obedientes a Tirannus. Tandy acaba sendo capturada por Ghaur para ser uma das 7 noivas do Deus Set, que precisavam ser sacrificadas para ele retornar a Terra.
A dupla encontra com o Homem Aranha desmaiado e os três enfrentam a Contraparte-Aranha, Shriek e o Carnificina. Manto ficou desesperado pois aparentemente Adaga havia sido morta por Shriek.

### Reinado Sombrio/X-Men Sombrios
Aceitam o convite de Norman Osborn para ter sua ficha criminal limpa se fizessem parte da equipe de X-Men de Osborn. Normalmente recluso, Manto tornou-se parte de uma equipe maior atribuído a manter a paz em San Francisco após uma série de tumultos pró e anti-mutantes. Vestindo um novo traje, e agora com o rosto desencapuzado. 
Mantiveram-se fiéis aos seus ideais heróicos, mesmo quando misturado com membros com comportamentos mais vilanescos em sua equipe. Assim, quando Emma e Namor traem Osborn como parte do plano de Scott Summers, tanto Manto e Adaga foram convidados a participar os verdadeiros X-Men em seu êxodo de São Francisco.
Tandy e Ty aceita, e os dois fugitivos tornaram-se parte de uma equipe diferente, e entre sua própria espécie.

### Ilha Utopia
Foi convocado por Dr. Estranho quando conjurou os Defensores de todos os tempos para ajudá-lo a enfrentar a ameaça de Nerkkod (Attuma).
Ao lado de Wolverine, Manto tinha prendido Romulus anteriormente em sua dimensão sombria interna. Agora, Dentes de Sabre, recentemente ressuscitado, rapta Adaga e força Manto a soltar Romulus. Manto cumpriu sua promessa, mas em vez de libertar Adaga, Dentes de Sabre amarrou-a ao topo do Empire State Building. Este é o lugar onde Wolverine encontra-o, mas quando ele desata a capa enfraquecido o ambos caem em direção ao chão. Mas Manto é capaz de teletransporta-los para a segurança.
Após testes foram tiradas, ele ficou aliviado que nem Tandy nem Ty eram mutantes, e que a droga deu dois super-heróis dos seus poderes.

### Ilha Aranha
A igreja que usavam como base foi demolida e, enquanto procuravam um novo lugar para ficar acabaram ajudando os Vingadores contra uma infestação de Homem-Aranha.
Sr. Negativo descobre uma profecia de que seria morto pela heroína Adaga, ele sequestra a dupla e os corrompem com seu toque negativo, invertendo seus poderes. Adaga estava precisando de luz e Tyrone a beija para dar o maximo de luz que pode. Esse beijo gerou uma grande explosão destruindo o quarteirão.
E agora, Manto e Adaga permanecem com seus poderes invertidos.
Em outra versão Manto estudou no mesmo colégio que Peter Parker e Adaga. Quando seus poderes mutantes se manifestaram, Manto & Adaga buscaram vingança contra o Cabelo-de-Prata,  enfrentando na luta o Homem-Aranha. Mas conforme foi passando o tempo, ele e sua parceira se tornaram aliados dos heróis, principalmente das crianças do Quarteto Futuro. Manto a Adaga apareceram em os Fugitivos, ajudando-os em sua jornada.
Já fizeram parte dos Novos Guerreiros e dos Defensores Secretos.

## Poderes e habilidades
Ty é teleportador por meio de portais do seu elo com a energia umbracinética e pode controlar as forças da dimensão escura que saem do seu manto para criar auréolas ofensivas ou mesmo defensivas para ataques inimigos. Antes de sua transformação, mostrava-se ser um grande jogador de basquete. Entretanto Manto tem a capacidade de levitar e com sua parceira Adaga formam uma dupla imbatível.
Tandy pode formar 6 "adagas de luz", ela pode jogar essa adagas de luz em seus inimigos. Sua adagas se criam automaticamente em determinadas condições, como se outra pessoa estiver em perigo. O intervalo máximo de tempo de regeneração é desconhecido, mas é certo que se jogadas muito freqüentemente as adagas, estas podem diminuir o seu alcance. Tandy tem uma força limitada para controlar seu vôo e fazer as adagas irem aos alvos. Aqueles  que são atingidos por essas facas têm a sua própria mente perturbada. Adaga pode, então, drenar a mente de seus inimigos; pode drenar tanto o cérebro que se quiser pode matar. Normalmente ela opta por deixá-los em estado de choque, assim eles terão uma visão de como sua vida poderia ser diferente. A experiência é poderosa o suficiente para fazer a maioria das pessoas repensar as suas escolhas, embora um criminoso endurecido  é improvável que mude os seus hábitos.

## Em outras mídias

### Televisão
- A dupla aparece em dois episódios do desenho Ultimate Spider-Man, com as vozes de Phil LaMarr e Ashley Eckstein.[5] voiced by Phil LaMarr and Ashley Eckstein respectively.[6]
- Jeph Loeb da Marvel Television relatou na Comic-Con 2011 que Manto & Adaga estavam em desenvolvimento como uma série de televisão para a ABC Family.[7] Em abril de 2016, foi revelado que uma série live-action de Manto & Adaga estava em desenvolvimento para a Freeform.[2] Joe Pokaski serve como o criador e showrunner da série,[8] que faz parte do Universo Cinematográfico Marvel.[9] Olivia Holt e Aubrey Joseph foram escalados como Adaga e Manto, respectivamente[10] enquanto as aparições de seus filhos são retratadas por Rachel Ryals e Maceo Smedley III, respectivamente.[11] A série estreou em 7 de junho de 2018.[3] Neste show, Tyrone Johnson e Tandy Bowen, mais jovens, ganham seus poderes após serem expostos às energias que foram liberadas quando a Plataforma Roxxon do Golfo desabou.[12] Isso aconteceu quando Tandy e seu pai estavam envolvidos em um acidente de carro quando Nathan Bowen foi distraído pela explosão, assim, seu veículo entrou na água. Tyrone mergulhara no oceano para salvar seu irmão, que havia sido baleado por um policial, mais tarde identificado como Connors. Tandy e Tyrone foram os únicos sobreviventes quando Tyrone ajudou Tandy a escapar do carro submerso. Após a morte de seu pai, a mãe de Tandy voltou para as drogas e o álcool para lidar com a perda de tudo para a corporação de Nathan Bowen, a Roxxon. Tandy começou a roubar de pessoas ricas com seu então namorado, Liam, por dinheiro enquanto Tyrone tentava acompanhar as expectativas de seus pais na escola. Tandy e Tyrone se encontram mais uma vez em uma festa de colegial, onde descobrem que têm poderes de luz e escuridão, respectivamente: Tandy pode criar punhais de luz curativos que ela descobre quando uma vítima de assalto tenta agredi-la sexualmente; até mesmo ver as esperanças daqueles que ela toca, e Tyrone descobre que ele pode se teletransportar, assim como ver os medos daqueles que ele toca.[13] Depois de duas temporadas, a série foi cancelada.[14] Após o final de sua série própria, Tandy e Tyrone participariam de dois episódios de outra série da Marvel, Fugitivos.[15]
- Na animação Spider-Man, Manto e Adaga aparecem na segunda e terceira temporada, com Olivia Holt e Aubrey Joseph repetindo os personagens.[16][17]